# Art of Crime
Art of Crime ist eine französische Krimiserie von Angèle Herry-Leclerc und Pierre-Yves Mora, die zunächst in Frankreich beim Sender France 2 ausgestrahlt wurde. Die erste Staffel lief in Frankreich ab 17. November 2017 und deren erste Folge wurde in Deutschland am 27. Juli 2018 auf ZDFneo erstmals ausgestrahlt. Die deutsche Erstausstrahlung der zweiten Staffel war ebenfalls auf ZDFneo zu sehen und lief ab dem 21. August 2020, direkt danach ab 28. August 2020 wurde auch die dritte Staffel erstmals in Deutschland ausgestrahlt. In Frankreich wurde im Mai 2021 eine vierte Staffel mit zwei 90-minütigen Folgen im Programm von France 2 ausgestrahlt, die ein Jahr später auch in Deutschland zu sehen war. Ende November 2021 folgten in Frankreich zwei weitere 90-minütige Episoden der fünften Staffel und im Dezember 2022 die zwei Episoden der sechsten Staffel. Am 4. Dezember 2023 wurde die erste Episode und am 19. Februar 2024 die zweite Episode der siebten Staffel gesendet.

## Handlung
Die Serie spielt in Paris, wo der hitzköpfige Polizist Antoine Verlay beim OCBC (l'Office central de lutte contre le trafic des biens culturels), der französischen Polizei zur Bekämpfung illegalen Kunsthandels, arbeitet. Zusammen mit der am Louvre beschäftigten Kunsthistorikerin Florence Chassagne löst er unterschiedliche Mordfälle, in denen unter anderem die Gemälde bekannter Künstler wie Leonardo Da Vinci, Vincent van Gogh, Théodore Géricault, Antoine Watteau, Claude Monet, Edgar Degas, Edvard Munch oder Hieronymus Bosch eine Rolle spielen und Hinweise zur Überführung der Täter liefern.
Antoine Verlay ist ehemaliger Ermittler der Kriminalpolizei und verfügt über keinerlei Kunstkenntnisse, zudem scheint ihm jegliches Interesse an Kunst zu fehlen. Zur Stelle bei der OCBC hat ihm sein Freund Commandant Pardo verholfen, nachdem Antoine bei der Kripo mit seinem Vorgesetzten aneinandergeraten war.
Florence Chassagne ist das komplette Gegenteil zu Antoine Verlay. Sie ist Kunsthistorikerin und die Tochter einer Ägyptologin und von Pierre Chassagne, einem Da-Vinci-Experten, der immer wieder in Ermittlungen einbezogen wird oder versucht, sich in diese einzumischen. Florence hat eine ausgeprägte Phantasie, was dazu führt, dass sie immer wieder fiktive Gespräche mit den verstorbenen Künstlern führt, die für den aktuellen Fall von Relevanz sind.
Zu vielen Mordermittlungen wird neben anderen Sachverständigen auch Florences Ex-Freund und Kollege Hugo Prieur hinzugezogen, der im Louvre arbeitet und in seinem Labor Altersbestimmungen etc. von alten Gemälden vornehmen kann und Zugriff auf Exponate hat, die im Tresor des Museums aufbewahrt werden.

## Besetzung (Hauptdarsteller) und Synchronisation
Die deutsche Synchronisation entstand bei der Synchronfirma EuroSync GmbH in Berlin nach dem Dialogbuch von Peter Minges, Sabine Hinrichs (Staffel 1) und Katharina Seemann (Staffeln 2 & 3). Die Dialogregie führten Peter Minges (Staffel 1) und Elke Weidemann (Staffeln 2 & 3).
| Darsteller               | Rolle                     | Synchronsprecher |
| ------------------------ | ------------------------- | ---------------- |
| Nicolas Gob              | Antoine Verlay            | Tim Sander       |
| Éléonore Gosset-Bernheim | Florence Chassagne        | Shandra Schadt   |
| Benjamin Egner           | Commandant Pardo          | Nicolas Böll     |
| Philippe Duclos          | Pierre Chassagne          | Bodo Wolf        |
| Emmanuel Noblet          | Hugo Prieur               | Till Endemann    |
| Farida Rahouadj          | Psychologin (Staffel 1–3) | Arianne Borbach  |
| Nicolas Wanczycki        | Psychologe (Staffel 4–6)  |                  |
| Dounia Coesens           | Juliette Mariton          | Yvonne Greitzke  |

## Staffeln
Die Episoden der ersten drei Staffeln sind jeweils als Doppelfolgen angelegt, die zusammen eine Länge von etwa 90 Minuten haben. Die dritte Staffel bestand in Frankreich aus nur zwei Folgen à 90 Minuten, die für die Erstausstrahlung in Deutschland in vier Teile aufgeteilt und in Doppelfolgen gesendet wurden. Die vierte bis siebte Staffel wurde in Frankreich als zwei Folgen à 90 Minuten Länge ausgestrahlt.

### Staffel 1
| Nr. (ges.) | Nr. (St.) | Deutscher Titel       | Originaltitel                          | Erstausstrahlung F | Deutschsprachige Erstausstrahlung (D) | Regie                | Drehbuch                                | Zuschauer (Frankreich) |
| --- | --------- | --------------------- | -------------------------------------- | ------------------ | ------------------------------------- | -------------------- | --------------------------------------- | ---------------------- |
| 1 | 1         | Der Da Vinci Code (1) | Une beauté faite au naturel – Partie 1 | 17. Nov. 2017      | 27. Juli 2018                         | Charlotte Brandström | Angèle Herry-Leclerc & Pierre-Yves Mora | 4,68 Mio.              |
| 2 | 2         | Der Da Vinci Code (2) | Une beauté faite au naturel – Partie 2 | 17. Nov. 2017      | 27. Juli 2018                         | Charlotte Brandström | Angèle Herry-Leclerc & Pierre-Yves Mora | 4,16 Mio.              |
| Die reiche Kunstmäzenin Catherine Dutilleul möchte ein Porträt von Anne de Bretagne aus dem 15. Jahrhundert kaufen. Ihr Ex-Geliebter stiehlt jedoch das Bild aus Schloss Amboise, wird dabei erstochen und das Bild ist verschwunden. Dem Polizisten Antoine Verlay wird erstmals Florance Chassagne als Kunstexpertin für seine Ermittlungen an die Seite gestellt und es kommt bald der Verdacht auf, dass sich hinter dem Porträt der Herzogin ein verschollenes Werk von Leonardo Da Vinci oder einem seiner Schüler befinden könnte – die als verschollen geltende „Monna Vanna“ (oder auch „nackte Mona Lisa“). |           |                       |                                        |                    |                                       |                      |                                         |                        |
| 3 | 3         | Ein galanter Tod (1)  | Une mort galante – Partie 1            | 24. Nov. 2017      | 3. Aug. 2018                          | Eric Woreth          | Angèle Herry-Leclerc & Pierre-Yves Mora | 3,94 Mio.              |
| 4 | 4         | Ein galanter Tod (2)  | Une mort galante – Partie 2            | 24. Nov. 2017      | 3. Aug. 2018                          | Eric Woreth          | Angèle Herry-Leclerc & Pierre-Yves Mora | 3,80 Mio.              |
| In einer Pariser Kunstschule wird die Leiche eines Schülers gefunden, in dessen Mappe sich zwei Gemälde von Antoine Watteau befinden. Im Verlauf der Ermittlungen stellt sich heraus, dass der Verstorbene Szenen aus Gemälden des Malers nachgestellt hatte. |           |                       |                                        |                    |                                       |                      |                                         |                        |
| 5 | 5         | Ein dunkles Werk (1)  | Une œuvre au noir – Partie 1           | 1. Dez. 2017       | 10. Aug. 2018                         | Eric Woreth          | Angèle Herry-Leclerc & Pierre-Yves Mora | 3,84 Mio.              |
| 6 | 6         | Ein dunkles Werk (2)  | Une œuvre au noir – Partie 2           | 1. Dez. 2017       | 10. Aug. 2018                         | Eric Woreth          | Angèle Herry-Leclerc & Pierre-Yves Mora | 3,56 Mio.              |
| Im Louvre bricht eine Vorgesetzte von Kunsthistorikerin Florence Chassagne und Mitglied der Gesellschaft „Freunde von Géricault“ vor dem berühmten Gemälde „Das Floß der Medusa“ zusammen und stirbt. Als weitere Personen sterben, stellen sich die Ermittler die Frage, welche Verbindung zwischen den Verbrechen und den Werken von Géricault besteht. |           |                       |                                        |                    |                                       |                      |                                         |                        |

### Staffel 2
| Nr. (ges.) | Nr. (St.) | Deutscher Titel             | Originaltitel                   | Erstausstrahlung F | Deutschsprachige Erstausstrahlung (D) | Regie                         | Drehbuch                                | Zuschauer (Frankreich) |
| --- | --------- | --------------------------- | ------------------------------- | ------------------ | ------------------------------------- | ----------------------------- | --------------------------------------- | ---------------------- |
| 7 | 1         | Ein Schatten im Gemälde (1) | Une ombre au tableau — Partie 1 | 23. Nov. 2018      | 21. Aug. 2020                         | Chris Briant                  | Angèle Herry-Leclerc & Pierre-Yves Mora | 3,56 Mio.              |
| 8 | 2         | Ein Schatten im Gemälde (2) | Une ombre au tableau — Partie 2 | 23. Nov. 2018      | 22. Aug. 2020                         | Chris Briant                  | Angèle Herry-Leclerc & Pierre-Yves Mora | 3,30 Mio.              |
| Ein Gemälderestaurator des berühmten Musée d’Orsay wird ermordet und ein Gemälde von Claude Monet entwendet. Bei den Ermittlungen stellt sich heraus, dass es sich bei dem gestohlenen Gemälde nicht um das Original gehandelt hat. Daher gerät der Schwager des Ermordeten unter Verdacht, der Kopien von Bildern Monets angefertigt und verkauft hat und dessen Frau unlängst verstorben ist.                                                                              |           |                             |                                 |                    |                                       |                               |                                         |                        |
| 9 | 3         | Ein verletzter Mann (1)     | Un homme blessé — Partie 1      | 30. Nov. 2018      | 22. Aug. 2020                         | Elsa Bennett & Hippolyte Dard | Angèle Herry-Leclerc & Pierre-Yves Mora | 3,20 Mio.              |
| 10 | 4         | Ein verletzter Mann (2)     | Un homme blessé — Partie 2      | 30. Nov. 2018      | 22. Aug. 2020                         | Elsa Bennett & Hippolyte Dard | Angèle Herry-Leclerc & Pierre-Yves Mora | 3,10 Mio.              |
| Antoine und Florence werden durch einen Hinweis in den Pariser Parc des Buttes-Chaumont gelockt, wo sie einen ermordeten Kunsthändler finden. Beim Toten liegt eine Postkarte mit einem Motiv des Malers Gustav Courbet. Es zeigt sich im Verlauf der Ermittlungen, dass es der Täter auf Antoine persönlich abgesehen hat. Er muss sich in diesem Fall mit seiner Vergangenheit und seinem Vater auseinandersetzen und sein wie auch das Leben von Florence sind in Gefahr. |           |                             |                                 |                    |                                       |                               |                                         |                        |
| 11 | 5         | Der Maler des Teufels (1)   | Le peintre du diable — Partie 1 | 7. Dez. 2018       | 22. Aug. 2020                         | Chris Briant                  | Angèle Herry-Leclerc & Pierre-Yves Mora | 3,44 Mio.              |
| 12 | 6         | Der Maler des Teufels (2)   | Le peintre du diable — Partie 2 | 7. Dez. 2018       | 22. Aug. 2020                         | Chris Briant                  | Angèle Herry-Leclerc & Pierre-Yves Mora | 3,09 Mio.              |
| Ein junger Mann, der Mitglied des Priesterseminars war, wird im Innenhof des Louvre erstochen. Er war augenscheinlich im Besitz einer Zeichnung mit Hinweisen zu einem verschollenen Gemälde von Hieronymus Bosch gewesen. Die Ermittler Antoine und Florence nehmen die Spur dieses verschwundenen Gemäldes auf und stoßen dabei auf weitere Todesfälle. |           |                             |                                 |                    |                                       |                               |                                         |                        |

### Staffel 3
| Nr. (ges.) | Nr. (St.) | Deutscher Titel              | Originaltitel           | Erstausstrahlung F | Deutschsprachige Erstausstrahlung (D) | Regie                         | Drehbuch                                | Zuschauer (Frankreich) |
| --- | --------- | ---------------------------- | ----------------------- | ------------------ | ------------------------------------- | ----------------------------- | --------------------------------------- | ---------------------- |
| 13 | 1         | Das Phantom der Oper (1 & 2) | Un fantôme à l'Opéra    | 22. Okt. 2019      | 28. Aug. 2020                         | Elsa Bennett & Hippolyte Dard | Angèle Herry-Leclerc & Pierre-Yves Mora | 3,64 Mio.              |
| In der Pariser Oper wird ein junger Balletttänzer während einer Aufnahmeprüfung erdrosselt aufgefunden. Im Mund des Ermordeten befindet sich ein zerknüllter Zettel mit einem Gedicht des Malers Edgar Degas. Antoine und Florence nehmen Ermittlungen in der Ballettschule auf, in der eine Replika der „Kleinen vierzehnjährigen Tänzerin“ von Degas steht, die von den Schülern „Scary Mary“ genannt wird und die laut deren Aussagen etwas mit dem Mord zu tun haben soll. Weil sich Florence am Tatort unprofessionell verhalten hat, wird sie als Sachverständige des OCBC abgezogen und Antoine erhält mit Juliette eine neue Partnerin, mit der ihm das Ermitteln jedoch nicht so leicht fällt, wie mit Florence. Daher treffen sich die beiden immer wieder hinter dem Rücken von Juliette und Antoines Vorgesetzten Pardo in einem Hotel, um sich über den Fall auszutauschen. |           |                              |                         |                    |                                       |                               |                                         |                        |
| 14 | 2         | Der Fluch des Osiris (1 & 2) | La Malédiction d'Osiris | 1. Nov. 2019       | 28. Aug. 2020                         | Elsa Bennett & Hippolyte Dard | Angèle Herry-Leclerc & Pierre-Yves Mora | 3,51 Mio.              |
| Im Louvre irrt eine junge Frau, die mit Florence und ihrem Kollegen Hugo Prieur verabredet ist, verwirrt durch die Exponate der ägyptischen Sammlung. Sie hat eine Holzkiste mit ägyptischen Hieroglyphen unter dem Arm und bricht vor den Augen von Florence und Hugo zusammen. Die Ermittlungen führen in diesem Fall Florence in ihre Vergangenheit zurück, denn ihre Mutter hatte, als sie noch ein Kind war, an Ausgrabungen in Ägypten teilgenommen und seinerzeit eine Kette gefunden, die nun zusammen mit der Statue, die sich in der Holzkiste befunden hatte, für ein Totenritual genutzt werden soll, bei dem jedoch ein lebender Mensch geopfert werden muss – was von Pardo und Florence Chassagne in letzter Sekunde verhindert werden kann. |           |                              |                         |                    |                                       |                               |                                         |                        |

### Staffel 4
| Nr. (ges.) | Nr. (St.) | Deutscher Titel            | Originaltitel            | Erstausstrahlung F | Deutschsprachige Erstausstrahlung (D) | Regie                         | Drehbuch                                | Zuschauer (Frankreich) |
| --- | --------- | -------------------------- | ------------------------ | ------------------ | ------------------------------------- | ----------------------------- | --------------------------------------- | ---------------------- |
| 15 | 1         | Das Testament von Van Gogh | Le testament de Van Gogh | 7. Mai 2021        | 24. Juni 2022                         | Elsa Bennett & Hippolyte Dard | Angèle Herry-Leclerc & Pierre-Yves Mora | 4,37 Mio.              |
| Antoine und Florence müssen den Mord an einem Historiker aufklären, der als Berater einer Fernsehsendung des Moderators Julien Quignardet (gespielt von Stéphane Bern) gearbeitet hat, deren im Dreh befindliche Episode dem Maler Vincent van Gogh gewidmet ist. Der Tote wird in einer Rekonstruktion von van Goghs Schlafzimmer im Gelben Haus in Arles gefunden. Im Verlauf der Ermittlungen geht es um die Umstände beider Todesfälle - die des aktuellen Tötungsdeliktes wie auch des Todes von Vicent van Gogh. |           |                            |                          |                    |                                       |                               |                                         |                        |
| 16 | 2         | Der Tanz des Blutes        | Danse de sang            | 14. Mai 2021       | 24. Juni 2022                         | Elsa Bennett & Hippolyte Dard | Angèle Herry-Leclerc & Pierre-Yves Mora | 4,45 Mio.              |
| Im berühmten Moulin Rouge wurde ein Mord begangen und eine der Tänzerinnen, Estelle Domani (gespielt von Sara Mortensen), steht unter Verdacht. Sie kann sich jedoch wegen einer Amnesie an nichts erinnern und ihre Faszination für den Maler Toulouse-Lautrec (Bruno Solo) wirft Fragen auf. |           |                            |                          |                    |                                       |                               |                                         |                        |

### Staffel 5
| Nr. (ges.) | Nr. (St.) | Deutscher Titel | Originaltitel      | Erstausstrahlung F | Deutschsprachige Erstausstrahlung (D) | Regie     | Drehbuch                                                  | Zuschauer (Frankreich) |
| --- | --------- | --------------- | ------------------ | ------------------ | ------------------------------------- | --------- | --------------------------------------------------------- | ---------------------- |
| 17 | 1         | ---             | Un coeur de pierre | 22. Nov. 2021      | ---                                   | Léa Fazer | Angèle Herry-Leclerc, Pierre-Yves Mora & Hélène Duchateau | 3,87 Mio.              |
| Antoine und Florence müssen den Mord an einer reichen Sammlerin von Werken der Künstlerin Camille Claudel aufklären, die mit Pierre Chassagne befreundet war. Ihre Nachforschungen führen sie unter anderem ins Musée Rodin. |           |                 |                    |                    |                                       |           |                                                           |                        |
| 18 | 2         | ---             | Le code Delacroix  | 29. Nov. 2021      | ---                                   | Léa Fazer | Angèle Herry-Leclerc & Pierre-Yves Mora                   | 4,27 Mio.              |
| Ein Liebhaber des Künstlers Eugène Delacroix wird im Louvre ermordet, nachdem er sich dort das berühmte Gemälde Die Freiheit führt das Volk angeschaut hatte.                                                                |           |                 |                    |                    |                                       |           |                                                           |                        |

### Staffel 6
| Nr. (ges.) | Nr. (St.) | Deutscher Titel | Originaltitel       | Erstausstrahlung F | Deutschsprachige Erstausstrahlung (D) | Regie             | Drehbuch                                                | Zuschauer (Frankreich) |
| --- | --------- | --------------- | ------------------- | ------------------ | ------------------------------------- | ----------------- | ------------------------------------------------------- | ---------------------- |
| 19 | 1         | ---             | La nouvelle Olympia | 12. Dez. 2022      | ---                                   | Christelle Raynal | Angèle Herry-Leclerc & Pierre-Yves Mora                 | 4,89 Mio.              |
| In einem Fotostudio wird die Leiche einer jungen Rechtsanwältin gefunden. Einer ihrer letzten Social Media Beiträge zeigt sie neben dem berühmten Gemälde Chez Tortoni von Édouard Manet.    |           |                 |                     |                    |                                       |                   |                                                         |                        |
| 20 | 2         | ---             | Le cri du vampire   | 19. Dez. 2022      | ---                                   | Christelle Raynal | Angèle Herry-Leclerc, Pierre-Yves Mora & Marjorie Bosch | 4,40 Mio.              |
| In den Katakomben von Paris wird in einem Sarkophag eine tote junge Frau mit einem Pfahl im Herzen entdeckt. Am Tatort wird eine Reproduktion des Gemäldes Vampir von Edvard Munch gefunden. |           |                 |                     |                    |                                       |                   |                                                         |                        |

### Staffel 7
| Nr. (ges.) | Nr. (St.) | Deutscher Titel | Originaltitel          | Erstausstrahlung F | Deutschsprachige Erstausstrahlung (D) | Regie           | Drehbuch                                                | Zuschauer (Frankreich) |
| --- | --------- | --------------- | ---------------------- | ------------------ | ------------------------------------- | --------------- | ------------------------------------------------------- | ---------------------- |
| 21 | 1         | ---             | Versailles, es-tu là ? | 4. Dez. 2023       | ---                                   | Floriane Crépin | Angèle Herry-Leclerc, Pierre-Yves Mora                  | 3,41 Mio.              |
| Im Schlossgarten von Versailles wird ein Medium ermordet aufgefunden. Antoine und Florence verdächtigen eine Gruppe Amateurhistoriker, die sich für Marie-Antoinette begeistern und möglicherweise eine berühmte Halskette der Königin suchten.                    |           |                 |                        |                    |                                       |                 |                                                         |                        |
| 22 | 2         | ---             | La muse perdue         | 19. Feb. 2024      | ---                                   | Floriane Crépin | Angèle Herry-Leclerc, Pierre-Yves Mora & Marjorie Bosch | 4,35 Mio.              |
| Die Leiche einer Kunstrestauratorin wird in ihrer Werkstatt neben einem Kunstwerk gefunden, das Florence Sandro Botticelli zuordnet. Antoine und Florence werden auf eine schreckliche Schatzsuche getrieben, die sie zum prächtigen Musée Jacquemart-André führt. |           |                 |                        |                    |                                       |                 |                                                         |                        |

## Auszeichnungen
- 2021: Prix du Public de la Meilleure Série (Zuschauerpreis für die beste Serie), Festival des créations télévisuelles Luchon, Frankreich[3]